# عبدالرحمن اوزاعی
ابوعمرو عبد الرحمن بن عمرو عوزاعی (عربی: أبو عمرو عبدُ الرحمٰن بن عمرو الأوزاعی) (۷۰۷–۷۷۴) اسلام‌شناس، سنت گرا و نماینده اصلی و همنام مکتب فقهی اوزائی بود. اوزائی توسط قبیله اش «عوزه» (الأوزاع) که بخشی از بنی حمدان است، نامیده می‌شد.

## زندگی‌نامه
او احتمالاً در سال ۷۰۷ در بعلبک (در لبنان امروزی) به دنیا آمد، اگرچه الذهبی زندگی‌نامه‌نویس و مورخ گزارش می‌دهد که العوزعی اصالتاً اهل سند بود. آثار بسیار کمی از اوزی باقی مانده‌است، اما سبک فقه اسلامی او (اصول الفقه) در کتاب الرد علی سیرالاوزای ابویوسف، به ویژه تکیه او بر «سنت زنده» محفوظ مانده‌است. عمل بی وقفه مسلمانان که از نسل‌های گذشته به دست آمده‌است. برای اوزای، این سنت واقعی محمد بود. مکتب اوزای در سوریه، مغرب و اندلس شکوفا شد، اما در نهایت بر آن غلبه کرد و مکتب شریعت اسلامی مالکی در قرن نهم جایگزین آن شد. او در سال ۷۷۴ درگذشت و در نزدیکی بیروت لبنان به خاک سپرده شد، جایی که آرامگاه او هنوز هم مورد بازدید قرار دارد.

## بازدیدها
او از نظر کلامی به عنوان جفاگر قدریان و همچنین یکی از شاهدان تاریخی اصلی آنها شناخته می‌شد. او مدعی شد که قدریان صرفاً عقاید بدعت آمیز را از مسیحیان به خود اختصاص داده‌اند. اوزائی با مؤسس آنها معبد آشنا شده بود.
اوزای با تمام مکاتب فقهی دیگر در این عقیده که مرتدان از اسلام نباید اعدام شوند، اختلاف داشت، مگر اینکه ارتداد آنها بخشی از «توطئه تصرف دولت»، یعنی خیانت باشد.
ابن ابی حاتم رازی (متوفی ۹۳۸ (ق ۳۲۷)) در مقدمه اثر خود الجرح و التعدیل، مجموعه ای از ده نامه منسوب به اوزاعی را حفظ کرده‌است. الاوزاعی در این نامه‌ها به یک سری از مقامات بلندپایه خطاب می‌کند تا از افراد و گروه‌ها دفاع کند. از جمله، او عباسیان را تشویق کرد که مسلمانانی را که در ارزروم به اسارت بیزانسی‌ها درآورده بودند، باج بدهند و دستمزد سربازان سوری را که مسئول حفاظت از سواحل شام بودند، افزایش دهند.